# Beli paun
Beli paun je ptica koja pripada rodu paunova (lat. Pavo). Mnoge životinje mogu razviti, na primer, belu boju krzna ili perja, kao rezultat specifične adaptacije na hladne krajeve, posebno zimi. Primer toga je i ova vrsta pauna koja je podlegla istim rezultatima iz istog razloga. Međutim, u ovom slučaju formirala se nova, trajna vrsta.

## Poreklo vrste
Beli paunovi predstavljaju, zapravo, genetsku varijaciju indijskog plavog pauna (lat.Pavo cristatus). Beli paun je novoformirana vrsta, koju odlikuje fiksirana i stalna bela boja. To se, između ostalog, da zaključiti na osnovu toga što se iz položenih jaja ovih životinja uvek izlegu upravo mladunci koji će se razviti u bele paunove kao takve, čak iako su transportovana u toplije krajeve koji ne zahtevaju ovakvu adaptaciju.
Sve vrste ove porodice ptica vode poreklo sa Azijskog kontinenta. Međutim, ova vrsta pronađena je u divljinama Norveške i drugim zemljama Severne Evrope odakle se svake godine povlači i spušta u Nemačku, gde provodi zimu. Ne može se precizno tvrditi da li su ove životinje u Evropu dospele spontanom migracijom iz Azije ili je ova vrsta nastala kao izum čoveka. U antičkim zapisima beli paun se ne spominje. Može se zaključiti da im u to vreme ova vrsta nije bila poznata, pa se smatra da tada čak nije ni postojala, a da je njena migracija u severne delove Evrope relativno novijeg datuma. Čak i danas beli paun se retko sreće u divljini.

## Boja
Beli paun nije albino, kako se ranije smatralo, već njegova bela boja potiče od genetske mutacije poznate kao leucizam, koja dovodi do nedostatka pigmenta u njihovom perju. Ove životinje imaju crne ili plave oči, na osnovu čega se definitivno zaključuje da ova vrsta ne može biti potpuni albino. Dakle, beli paun uvek je beo, nezavisno od staništa i godišnjeg doba. Ipak, iako se ova vrsta karakteriše izrazito belom bojom, perja ovih životinja i dalje odlikuje sjaj šare specifičan za ostale vrste roda Pavo. Zapravo, na repu belog pauna primećuju se nijanse koje formiraju paunovo oko, šaru specifičnu za ove ptice. Vrlo je moguće da kada bi se ova vrsta vratila na region odakle je potekla, da bi se njene originalne boje povratile kroz neoliko generacija. Prema United Peafowl Association organizaciji, do sada se može potvrditi postojanje više od četrdeset i pet kombinacija boja paunova, i svaka od ovih kombinacija vodi poreklo direktno iz Indije i Cejlona odakle paunovi i potiču. Bela boja pripada jednoj od potvrđenih, zvaničnih boja ove porodice ptica.

## Literatura
- Cuvier, Smith, Georges baron, Charles Hamilton. The Animal Kingdom:Arranged in Conformity with Its Organization.
- Milner Halls, Kelly (17. 3. 2018). Albino Animals.
- Walker, J. (17. 3. 2018). Pantologia.